# Фриберг, Майкки
Мария (Майкки) Элисабет Фриберг (швед. Maria (Maikki) Elisabeth Friberg; 5 января 1861, Канкаанпяа — 8 апреля 1927, Хельсинки) — финский педагог, редактор журнала, суфражистка и пацифистка. Наибольшую известность ей принесло участие в финском женском движении, особенно в качестве председателя Финской женской ассоциации (фин. Suomen Naisyhdistys), а также основателя и редактора журнала «Женский голос» (фин. Naisten Ääni). Она много путешествовала, рассказывая о Финляндии за рубежом, участвуя в международных конференциях и публикуясь в зарубежной прессе.

## Биография
Мария Элисабет Фриберг родилась 5 января 1861 года в городе Канкаанпяа в семье Карла Арвида Фриберга и Фанни Аделаиды Бойер. После ранней смерти отца её мать вместе с детьми переехала в Таммерфорс, где открыла гостевой дом. Фриберг училась в шведской школе для женщин в Хельсинки, куда она поступила, окончив класс подготовки учителей.
В 1883 году Фриберг получила должность преподавателя в народной средней школе Хельсинки, которую она занимала до 1912 года. Она училась в Берлине и Цюрихе, окончив Бернский университет в 1897 году с диссертацией по скандинавскому народному праву. После этого Фриберг также посещала лекции по экономике в Брюссельском университете. Она свободно владела немецким, французским и английским языками. До 1906 года она часто совершала учебные поездки по Европе, совершенствуя свои методики преподавания. Она завязала множество знакомств со скандинавами, особенно с датчанами.
Во время путешествия в 1906 году Фриберг заинтересовалась женским движением, посещая различные съезды и конгрессы, где она часто представляла Союз женских ассоциаций (швед. Kvinnosaksförbundet Unionen). В том же году на встрече Международного альянса женщин в Копенгагене её речь о женском избирательном праве была хорошо принята, поскольку в этом году финские женщины получили право голоса. В это время же Фриберг особенно интересовали темы пацифизма и трезвости. Тем не менее она продолжала распространять знания о Финляндии, читая лекции о финских и саамских школах в Германии, Австрии и Дании, в том числе рассказывая и о политике российских властей по ограничению финской автономии.
Имея за плечами 30 лет успешного педагогического опыта, в 1912 году Фриберг подал заявку на должность заместителя инспектора Хельсинкских народных школ, но она была отдана Гуссу Маттссону из Хельсинкского городского совета, органа, организующего отбор. Она была так расстроена, что решила бросить преподавание, предпочитая посвятить свое время борьбе за женские права.
Будучи членом Финской женской ассоциации с 1889 года, членом её правления с 1907 по 1924 год, а также Профсоюзной ассоциации, которую она основала в 1892 году и возглавляла с 1920 по 1927 год, Фриберг также активно участвовала в Финской ассоциации мира (швед. Finlands Fredsförbund). Она также публиковала статьи в финских и зарубежных газетах и основала свой собственный журнал «Женский голос» (фин. Naisten Ääni) в 1905 году, который она редактировала до самой своей смерти. В 1909 году в этом издании она опубликовала отчёт о конгрессе Международного альянса женщин в Лондоне.
Майкки Фриберг умерла в Хельсинки 6 ноября 1927 года.